# کوسکو گلوری
کوسکو گلوری (به انگلیسی: Cosco Glory) یک کشتی است که طول آن ۳۶۶متر می‌باشد. این کشتی در سال ۲۰۱۱ ساخته شد.